# Іваненко Олександр Сергійович
Олекса́ндр Сергі́йович Іване́нко — старший лейтенант Збройних сил України.

## Нагороди
29 вересня 2014 року — за особисту мужність і героїзм, виявлені у захисті державного суверенітету та територіальної цілісності України, вірність військовій присязі під час російсько-української війни, відзначений — нагороджений орденом Богдана Хмельницького III ступеня.